# Max de Waal
Max de Waal (Hoorn, 10 gennaio 2002) è un calciatore olandese, attaccante del Willem II.

## Caratteristiche tecniche
È una punta centrale.

## Carriera

### Club
Cresciuto nel settore giovanile dell'Always Forward, squadra della città natale di Hoorn, viene prelevato giovanissimo dall'Ajax. Il 16 settembre 2019 esordisce in Eerste Divisie, con la maglia dello Jong Ajax, in occasione del match contro lo Jong PSV avvicendando Alexis Méndez e realizzando la rete del definitivo 2-0.
Nel dicembre del 2020 firma il suo primo contratto da professionista con l'Ajax, che lo gira in prestito al PEC Zwolle, club di Eredivisie.

### Nazionale
Vanta tre presenze con le rappresentative giovanili olandesi.

## Statistiche

### Presenze e reti nei club
Statistiche aggiornate al 18 maggio 2022.
| Stagione         | Squadra          | Campionato       | Campionato | Campionato | Coppe nazionali | Coppe nazionali | Coppe nazionali | Coppe continentali | Coppe continentali | Coppe continentali | Altre coppe | Altre coppe | Altre coppe | Totale | Totale | Totale |
| Stagione         | Squadra          | Comp             | Pres       | Reti       | Comp            | Pres            | Reti            | Comp               | Pres               | Reti               | Comp        | Pres        | Reti        | Pres   | Reti   |        |
| ---------------- | ---------------- | ---------------- | ---------- | ---------- | --------------- | --------------- | --------------- | ------------------ | ------------------ | ------------------ | ----------- | ----------- | ----------- | ------ | ------ | ------ |
| 2019-2020        | Jong Ajax        | EED              | 2          | 1          | -               | -               | -               | -                  | -                  | -                  | -           | -           | -           | 2      | 1      |        |
| 2020-2021        | Jong Ajax        | EED              | 19         | 1          | -               | -               | -               | -                  | -                  | -                  | -           | -           | -           | 19     | 1      |        |
| ago.-dic. 2021   | Jong Ajax        | EED              | 12         | 9          | -               | -               | -               | -                  | -                  | -                  | -           | -           | -           | 12     | 9      |        |
| Totale Jong Ajax | Totale Jong Ajax | Totale Jong Ajax | 41         | 11         |                 | -               | -               |                    | -                  | -                  |             | -           | -           | 41     | 11     |        |
| gen.-giu. 2022   | PEC Zwolle       | ED               | 7          | 0          | CO              | -               | -               | -                  | -                  | -                  | -           | -           | -           | 7      | 0      |        |
| 2022-2023        | ADO Den Haag     | EED              | 18         | 2          | CO              | 3               | 0               | -                  | -                  | -                  | -           | -           | -           | 21     | 2      |        |
| 2023-2024        | Willem II        | EED              | 14         | 1          | CO              | 1               | 0               | -                  | -                  | -                  | -           | -           | -           | 15     | 1      |        |
| Totale carriera  | Totale carriera  | Totale carriera  | 80         | 14         |                 | 4               | 0               |                    | -                  | -                  |             | -           | -           | 84     | 14     |        |

## Palmarès

### Club

#### Competizioni nazionali
- Eerste Divisie: 1

Willem II: 2023-2024